# International Lesbian, Gay, Bisexual, Trans and Intersex Association
L'Association internationale des personnes lesbiennes, gays, bisexuelles, trans et intersexuées, fondée à Coventry (Royaume Uni) en 1978 sous le nom d'Association internationale lesbienne et gay (International Lesbian and Gay Association, ILGA), est une association internationale rassemblant plus de 1 600 associations lesbiennes, gays, bisexuelles, trans et intersexes du monde entier. Elle adresse régulièrement des pétitions aux Nations unies (ONU) et aux gouvernements. ILGA est présente dans plus de 150 pays et dispose du statut consultatif des ONG au Conseil économique et social des Nations unies (ECOSOC) de l'ONU.

## Histoire
L'International Gay Association (IGA) (Association internationale gay) est fondée le 8 août 1978, lors de la conférence Campaign for Homosexual Equality (en) à Coventry (Royaume-Uni). Cette réunion rassemble 30 hommes représentant 17 associations issues de 14 pays, dont le Royaume-Uni, l'Irlande du Nord, l'Irlande, l'Australie et les États-Unis.
Considérant qu'il serait difficile d'abroger la criminalisation de l'homosexualité sur la base de la tradition de la Common law, les militants adoptent une stratégie basée sur les droits humains et qui vise les tribunaux internationaux, en particulier la Cour européenne des droits de l'homme, plus facile d'accès.
La nouvelle organisation participe ainsi aux affaires Dudgeon v. United Kingdom (1981) et Norris v. Ireland (1988) qui conduisent à l'abrogation des lois criminalisant l'homosexualité en Irlande du Nord et en république d'Irlande. Parallèlement, elle travaille sur des affaires liées à l'inégalité des âges de consentement, au service militaire, aux droits des personnes transgenres, au droit d'asile et au droit au logement, même si ces démarches ne sont pas couronnées de succès.
L'association change son nom en 1986 pour International Lesbian and GAy Association (ILGA), puis en 2008 pour adopter son nom actuel, plus inclusif, sans toutefois changer son acronyme. L'organisation grandit au fil des années, jusqu'à inclure 1 600 associations membres représentant plus de 150 pays.
À la suite de la conférence de Rio de 1995, l'organisation décide de s'occuper aussi des droits des personnes trans.

Dans les années 90, l'association fait le choix de régionaliser l'organisation. En 1991, le Sonntags-Club de Berlin organise ainsi la première conférence internationale queer pour le compte de l'ILGA. ILGA-Europe devient en décembre 1996 la première branche régionale. Elle possède ses propres statuts, avec sa propre direction et son propre siège à Bruxelles.

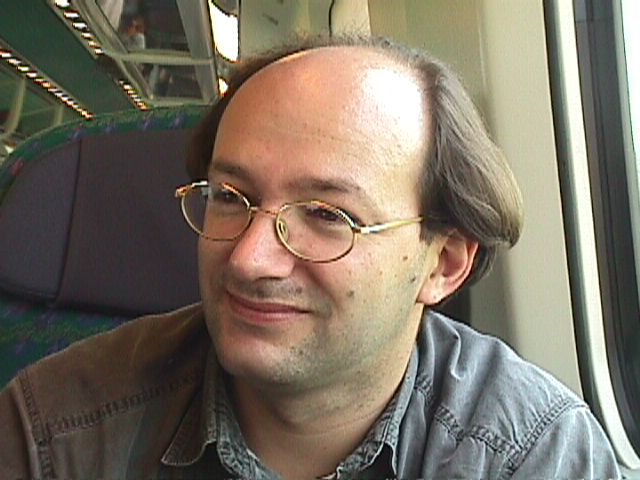
Le co-secrétaire général de l'ILGA Renato Sabbadini à la WorldPride 2000 (Rome).

## Controverse et perte du statut consultatif des Nations Unies
En 1993, ILGA devient la première organisation LGBT à obtenir le statut consultatif au Conseil économique et social des Nations unies (ECOSOC) mais elle essuie une avalanche de critiques pour ses liens avec des associations préconisant des relations avec les mineurs, telles que MARTIJN, la North American Man/Boy Love Association ou encore le Groupe de recherche pour une enfance différente (GRED), qui en sont membres. Cette révélation entraîne la suspension puis la perte de ce statut en septembre 1994, et de nombreux débats internes, ce qui pousse l'organisation à se séparer de ses revendications des mouvements pro-pédophiles et à exclure ces associations,. Cette décision est contestée par certains membres, parfois historiquement importants, qui expriment leurs réserves voire quittent ILGA[source insuffisante]. Depuis 1997, ses membres ont l'obligation de signer une déclaration anti-pédophilie. ILGA retrouve son statut le 27 juillet 2011,,.
« Si cet épisode est relativement connu, peu de gens savent que la pédophilie n'était pas un sujet neuf au sein de ILGA. La question avait été débattue à quasiment tous les congrès annuels depuis sa fondation en 1978 », montrant des différences nationales.

## Engagements
ILGA a joué un rôle majeur dans la décision prise par Amnesty International de prendre en compte les discriminations fondées sur l'orientation sexuelle et l'identité sexuelle. La conférence de Coventry exhorte Amnesty International à prendre en main la question de la persécution des personnes gays et lesbiennes. Après une campagne de 13 années, Amnesty intègre la problématique des droits LGBT dans son mandat et fait désormais campagne pour ces droits sur le plan international.
L'association a aussi influencé d’autres organisations pour la défense des droits humains à intégrer les discriminations contre les LGBT dans leurs luttes, notamment Human Rights Watch et Human Rights First.
ILGA a contribué à retirer l'homosexualité de la classification internationale des maladies de l'Organisation mondiale de la Santé (OMS).
Le statut consultatif auprès du ECOSOC lui permet d'assister aux conférences et évènements des Nations unies, de soumettre des déclarations écrites, de faire des interventions orales et d'accueillir des panels dans les locaux de l'ONU,.